# Thomas Gayford
Thomas Franklin Gayford (Toronto, 21 november 1928) is een voormalig Canadees ruiter, die gespecialiseerd was in springen en eventing. Gayford nam driemaal deel aan de spelen, in 1952 en 1960 aan de eventing waarin hij beiden keren het einde van de wedstrijd niet haalde. Gayford behaalde zijn grootste succes met het winnen van olympisch goud in de landenwedstrijd springen in 1968.

## Resultaten
- Olympische Zomerspelen 1952 in Helsinki uitgevallen individueel eventing met Constellation
- Olympische Zomerspelen 1952 in Helsinki uitgevallen landenwedstrijd eventing met Constellation
- Olympische Zomerspelen 1960 in Rome uitgevallen individueel eventing met Pepper Knowes
- Olympische Zomerspelen 1960 in Rome uitgevallen Canadian Envoyeventing met Pepper Knowes
- Olympische Zomerspelen 1968 in Mexico-Stad  landenwedstrijd springen met Big Dee

1912: Lewenhaupt, Kilman, von Rosen ·
1920: König, von Rosen, Norling ·
1924: Thelning, Ståhle, Lundström ·
1928: Navarro, Álvarez, García ·
1936: Hasse, von Barnekow, Brandt ·
1948: Mariles, Uriza, Valdés ·
1952: White, Stewart, Llewellyn ·
1956: Winkler, Thiedemann, Lütke-Westhues ·
1960: Winkler, Thiedemann, Schockemöhle ·
1964: Schridde, Jarasinski, Winkler ·
1968: Day, Gayford, Elder ·
1972: Ligges, Wiltfang, Steenken, Winkler ·
1976: Parot, Rozier, Roguet, Roche ·
1980: Tsjoekanov, Poganovsky, Asmaje, Korolkov ·
1984: Fargis, Homfeld, Burr Howard, Smith ·
1988: Beerbaum, Brinkmann, Hafemeister, Sloothaak ·
1992: Raijmakers, Romp, Tops, Lansink ·
1996: Sloothaak, Nieberg, Kirchhoff, Beerbaum ·
2000: Beerbaum, Nieberg, Ehning, Becker ·
2004: Wylde, Ward, Madden, Kappler ·
2008: Ward, Kraut, Simpson, Madden ·
2012: Skelton, Maher, Brash, Charles ·
2016: Rozier, Staut, Bost, Leprévost ·
2020: von Eckermann, Baryard-Johnsson, Fredricson ·
2024: Maher, Charles, Brash